# برونو البرتي
برونو البرتي (بالإيطالية: Bruno Alberti) هو متسلق الجبال إيطالي، ولد في 23 مايو 1934 في كورتينا دامبيدزو في إيطاليا.

## وصلات خارجية
- برونو البرتي على موقع الاتحاد الدولي للتزلج (التزلج على المنحدرات الثلجية) (الإنجليزية)
- برونو البرتي على موقع أوليمبيديا (الإنجليزية)